# Granducato di Francoforte
Il Granducato di Francoforte fu uno stato satellite del Primo impero francese nell'area della moderna Germania esistente dal 1810 al 1813.

## Storia
Lo stato venne creato nel 1810 grazie all'unione dei territori dell'arcivescovato di Magonza e della Libera Città di Francoforte stessa.
Francoforte aveva già perso il proprio status di libera città imperiale col crollo del Sacro Romano Impero nel 1806. La città venne pertanto garantita all'ultimo arcivescovo di Magonza, Karl Theodor von Dalberg, il quale costituì sotto l'egida di Napoleone il principato di Francoforte. Quando nel 1810 Dalberg dovette cedere il principato di Ratisbona al Regno di Baviera, egli combinò i territori rimanenti di Aschaffenburg, Wetzlar, Fulda, Hanau e Francoforte nel nuovo Granducato di Francoforte.
Sebbene la capitale del nuovo stato fosse Francoforte, Dalberg preferì risiedere ad Aschaffenburg (già parte dell'Elettorato di Magonza, su cui regnava dal 1802 e da secoli una delle sedi della Corte degli stessi Elettori) e malgrado tutto il territorio era retto più da commissari imperiali francesi che dallo stesso arcivescovo, al punto che quando Dalberg si dimise dalla sua carica, il granducato passò al figlio adottivo di Napoleone, Eugène de Beauharnais, già proclamato erede del granducato alla sua fondazione.
Dalberg abdicò in favore di Eugenio il 26 ottobre 1813, dopo la sconfitta di Napoleone nella Battaglia di Lipsia. Il granducato cessò di esistere dopo il dicembre del 1813, quando la città venne occupata dalle truppe alleate della confederazione antinapoleonica. Mentre Francoforte riottenne a questo punto il suo status secolare di Libera Città, i restanti territori vennero suddivisi tra le potenze vincitrici e gran parte andò al Regno di Baviera.

## Granduchi di Francoforte
- Karl Theodor von Dalberg (1810-1813)
- Eugène de Beauharnais (novembre-dicembre 1813)